# Kurchatov (månkrater)
För andra betydelser, se Kurchatov.
Kurchatov är en nedslagskrater på månens baksida. Kurchatov har fått sitt namn efter den sovjetiske fysikern Igor Kurtjatov.

## Satellitkratrar
| Kurchatov | Latitud | Longitud | Diameter |
| --------- | ------- | -------- | -------- |
| T         | 38.0° N | 138.0° Ö | 27 km    |
| W         | 40.4° N | 140.4° Ö | 33 km    |
| X         | 41.3° N | 139.9° Ö | 17 km    |
| Z         | 41.0° N | 141.8° Ö | 27 km    |